# Valer Vârtic
Valer Vârtic (n. 1877, Poiana Ilvei, județul Bistrița-Năsăud – d. secolul al XX-lea, Bistrița, județul Bistrița-Năsăud) a fost un deputat în Marea Adunare Națională de la Alba Iulia, organismul legislativ reprezentativ al „tuturor românilor din Transilvania, Banat și Țara Ungurească”, cel care a adoptat hotărârea privind Unirea Transilvaniei cu România, la 1 decembrie 1918 :p. 129.

## Biografie
A urmat studiile teologice la Gherla, după care a fost preot în Mocod și președinte al G. N. R. din comună.:p. 129.

## Activitatea politică
Ca deputat în Adunarea Națională din 1 decembrie 1918, Valer Vârtic a fost delegat al cercului electoral Năsăud :p. 129.